# Judô nos Jogos Pan-Americanos de 2011
O judô nos Jogos Pan-Americanos de 2011 foi realizado em Guadalajara, no México, entre os dias 26 e 29 de outubro. A modalidade foi disputada no Ginásio do CODE II com sete categorias para homens e sete para mulheres, de acordo com o peso.

## Calendário
| Outubro | 13 | 14 | 15 | 16 | 17 | 18 | 19 | 20 | 21 | 22 | 23 | 24 | 25 | 26 | 27 | 28 | 29 | 30 |
| ------- | -- | -- | -- | -- | -- | -- | -- | -- | -- | -- | -- | -- | -- | -- | -- | -- | -- | -- |
| Judô    |    |    |    |    |    |    |    |    |    |    |    |    |    | 3  | 4  | 4  | 3  |    |

|  | Dia de competição |  | Dia de final |

## Países participantes
Abaixo, a quantidade de atletas enviados por cada país, de acordo com o evento.
| CON                | Masculino | Masculino | Masculino | Masculino | Masculino | Masculino | Masculino | Feminino | Feminino | Feminino | Feminino | Feminino | Feminino | Feminino | Total |
| CON                | –60 kg    | –66 kg    | –73 kg    | –81 kg    | –90 kg    | –100 kg   | +100 kg   | –48 kg   | –52 kg   | –57 kg   | –63 kg   | –70 kg   | –78 kg   | +78 kg   | Total |
| ------------------ | --------- | --------- | --------- | --------- | --------- | --------- | --------- | -------- | -------- | -------- | -------- | -------- | -------- | -------- | ----- |
| ARG Argentina      |           |           | X         | X         | X         | X         | X         | X        | X        | X        | X        |          | X        | X        | 11    |
| BRA Brasil         | X         | X         | X         | X         | X         | X         | X         | X        | X        | X        | X        | X        | X        | X        | 14    |
| CAN Canadá         | X         | X         | X         | X         | X         | X         |           |          | X        | X        | X        | X        | X        |          | 11    |
| CHI Chile          |           | X         | X         | X         | X         |           |           | X        |          | X        |          |          |          |          | 6     |
| COL Colômbia       | X         |           | X         |           | X         | X         | X         | X        | X        | X        | X        | X        | X        |          | 11    |
| CUB Cuba           | X         | X         | X         | X         | X         | X         | X         | X        | X        | X        | X        | X        | X        | X        | 14    |
| ECU Equador        | X         | X         |           |           |           |           |           | X        |          | X        |          | X        | X        | X        | 7     |
| ESA El Salvador    |           | X         |           |           |           | X         |           |          |          |          |          | X        |          |          | 3     |
| GUA Guatemala      |           |           |           |           |           |           | X         |          |          |          | X        | X        | X        |          | 4     |
| HAI Haiti          |           |           |           |           |           |           |           |          | X        |          |          |          |          |          | 1     |
| HON Honduras       | X         |           |           |           |           |           |           |          |          |          |          |          |          |          | 1     |
| MEX México         | X         | X         | X         | X         | X         | X         | X         | X        | X        | X        | X        | X        | X        | X        | 14    |
| PER Peru           | X         | X         |           | X         |           |           | X         | X        | X        |          |          |          |          |          | 6     |
| PUR Porto Rico     |           |           |           | X         |           | X         | X         |          |          |          | X        | X        |          | X        | 6     |
| USA Estados Unidos | X         | X         | X         | X         | X         | X         | X         |          | X        | X        | X        | X        | X        | X        | 13    |
| URU Uruguai        |           |           | X         |           |           |           |           |          |          |          |          |          |          |          | 1     |
| VEN Venezuela      | X         | X         | X         | X         | X         | X         | X         |          | X        | X        | X        |          | X        | X        | 12    |
| Total: 17 CONs     | 10        | 10        | 10        | 10        | 9         | 10        | 10        | 8        | 10       | 10       | 10       | 10       | 10       | 8        | 135   |

## Medalhistas
Masculino
| Evento                  | Ouro                         | Prata                                | Bronze                                                          |
| ----------------------- | ---------------------------- | ------------------------------------ | --------------------------------------------------------------- |
| Até 60 kg detalhes      | Felipe Kitadai BRA Brasil    | Nabor Castillo MEX México            | Juan Postigos PER Peru Aaron Kunihiro USA Estados Unidos        |
| Até 66 kg detalhes      | Leandro Cunha BRA Brasil     | Kenneth Hashimoto USA Estados Unidos | Anyelo Gómez CUB Cuba Ricardo Valderrama VEN Venezuela          |
| Até 73 kg detalhes      | Bruno Mendonça BRA Brasil    | Alejandro Clara ARG Argentina        | Nicholas Tritton CAN Canadá Ronald Girones CUB Cuba             |
| Até 81 kg detalhes      | Leandro Guilheiro BRA Brasil | Gadiel Miranda PUR Porto Rico        | Antoine Valois CAN Canadá Emmanuel Lucenti ARG Argentina        |
| Até 90 kg detalhes      | Tiago Camilo BRA Brasil      | Asley González CUB Cuba              | Alexandre Emond CAN Canadá Isao Cardenas MEX México             |
| Até 100 kg detalhes     | Luciano Corrêa BRA Brasil    | Oreydis Despaigne CUB Cuba           | Cristian Schmidt ARG Argentina Sergio García MEX México         |
| Mais de 100 kg detalhes | Óscar Brayson CUB Cuba       | Rafael Silva BRA Brasil              | Anthony Turner USA Estados Unidos Pablo Figueroa PUR Porto Rico |

Feminino
| Evento                 | Ouro                              | Prata                         | Bronze                                                           |
| ---------------------- | --------------------------------- | ----------------------------- | ---------------------------------------------------------------- |
| Até 48 kg detalhes     | Paula Pareto ARG Argentina        | Dayaris Mestre CUB Cuba       | Angela Woosley USA Estados Unidos Sarah Menezes BRA Brasil       |
| Até 52 kg detalhes     | Yanet Bermoy CUB Cuba             | Érika Miranda BRA Brasil      | Angelica Delgado USA Estados Unidos Yulieth Sánchez COL Colômbia |
| Até 57 kg detalhes     | Yurisleidys Lupetey CUB Cuba      | Rafaela Silva BRA Brasil      | Joliane Melançon CAN Canadá Hana Carmichael USA Estados Unidos   |
| Até 63 kg detalhes     | Yaritza Abel CUB Cuba             | Karina Acosta MEX México      | Christal Ransom USA Estados Unidos Stéfanie Tremblay CAN Canadá  |
| Até 70 kg detalhes     | Onix Cortés CUB Cuba              | Yuri Alvear COL Colômbia      | María Pérez PUR Porto Rico Maria Portela BRA Brasil              |
| Até 78 kg detalhes     | Kayla Harrison USA Estados Unidos | Catherine Roberge CAN Canadá  | Yalennis Castillo CUB Cuba Mayra Aguiar BRA Brasil               |
| Mais de 78 kg detalhes | Idalys Ortiz CUB Cuba             | Melissa Mojica PUR Porto Rico | Maria Altheman BRA Brasil Vanessa Zambotti MEX México            |

## Quadro de medalhas
| Ordem | País               | Medalha de ouro | Medalha de prata | Medalha de bronze |    |
| ----- | ------------------ | --------------- | ---------------- | ----------------- | -- |
| 1     | BRA Brasil         | 6               | 3                | 4                 | 13 |
| 2     | CUB Cuba           | 6               | 3                | 3                 | 12 |
| 3     | USA Estados Unidos | 1               | 1                | 6                 | 8  |
| 4     | ARG Argentina      | 1               | 1                | 2                 | 4  |
| 5     | MEX México         |                 | 2                | 3                 | 5  |
| 6     | PUR Porto Rico     |                 | 2                | 2                 | 4  |
| 7     | CAN Canadá         |                 | 1                | 5                 | 6  |
| 8     | COL Colômbia       |                 | 1                | 1                 | 2  |
| 9     | PER Peru           |                 |                  | 1                 | 1  |
|       | VEN Venezuela      |                 |                  | 1                 | 1  |
| TOTAL | TOTAL              | 14              | 14               | 28                | 56 |